# Böhner Bach
Der Böhner Bach, auch Kißbach genannt, ist ein 6,3 km langer, linker und nördlicher Zufluss der Eder im nordhessischen Landkreis Waldeck-Frankenberg.

## Verlauf
Der Böhner Bach entspringt auf der Westabdachung des Alten Waldes (Naturraum 340.14), dem Südteil des Waldecker Waldes. Seine Quelle liegt östlich des Nummerbergs (399,4 m), 1,25 km nördlich des Edertaler Gemeindeteils Böhne auf etwa 335 m ü. NHN.
Der etwas südwestlich außerhalb des Naturparks Habichtswald fließende Bach verläuft in überwiegend südlicher Richtung. Er verlässt den Alten Wald und fließt im Netzehügelland östlich entlang der Kreisstraße 26 (Netze–Böhne–Bergheim). Dabei passiert er das südöstlich des Sengelsbergs liegende Dorf Böhne im Osten und danach die Obermühle und Untermühle.
Schließlich durchfließt der Böhner Bach das in der Wegaer Ederaue liegende Dorf Bergheim (Gemeindeteil von Edertal), um nach Passieren des Schlosses Bergheim und dessen Schlosspark nahe dem südlichen Ortsrand beim Ederflusskilometer 40,3 auf etwa 191 m Höhe in die dort von Westen kommende Eder zu münden. Unmittelbar westlich seiner Einmündung steht die Ederbrücke der stillgelegten Bahnstrecke Wega–Brilon Wald. Südlich gegenüber am anderen Ufer der Eder liegt der Edertaler Gemeindeteil Giflitz, und etwa 100 m westlich und oberhalb der Brücke mündet der von Südwesten kommenden Wesebach in die Eder.

## Freizeit
Der Böhner Bach wird in Quellnähe vom Habichtswaldsteig und auf den östlich des Bachs liegenden Hochlagen, die zum Tal des Mölcherbachs überleiten, vom Diemel-Eder-Weg begleitet. Zu den Ausflugszielen in der Umgebung gehören der Sengelsberg und der nahe Edersee.